# 医方类聚
《医方聚类》是朝鲜世宗命金礼蒙等人编撰的一部大型医学著作:16，与《乡药集成方》、《东医宝鉴》合称为朝鲜医学史三大古典著作:15:208。该书历经朝鲜世宗、世祖、成宗三朝，用14年的时间修讫刊行，辑录编撰了152部中国和1部高丽的医药典籍。全书共有950万字，收方5万余首，内容广博，是历代中医聚方之最:19:208。
《医方聚类》共365卷（现存262卷残本）:16，分95门（科），每门先论述，后医方。各医方注其出处，并按成书年代为序排列，按各科病症分类汇聚。该书辑引时对原文只字不改。在其转录的中国医学典籍中有40多部中国已佚的古籍，因此具有很高的文献价值:19-20:208。

## 外部連結
- 醫方類聚 （页面存档备份，存于） 中藥方劑像數據庫  (香港浸會大學中醫藥學院) （中文）（英文）